# Jonitz

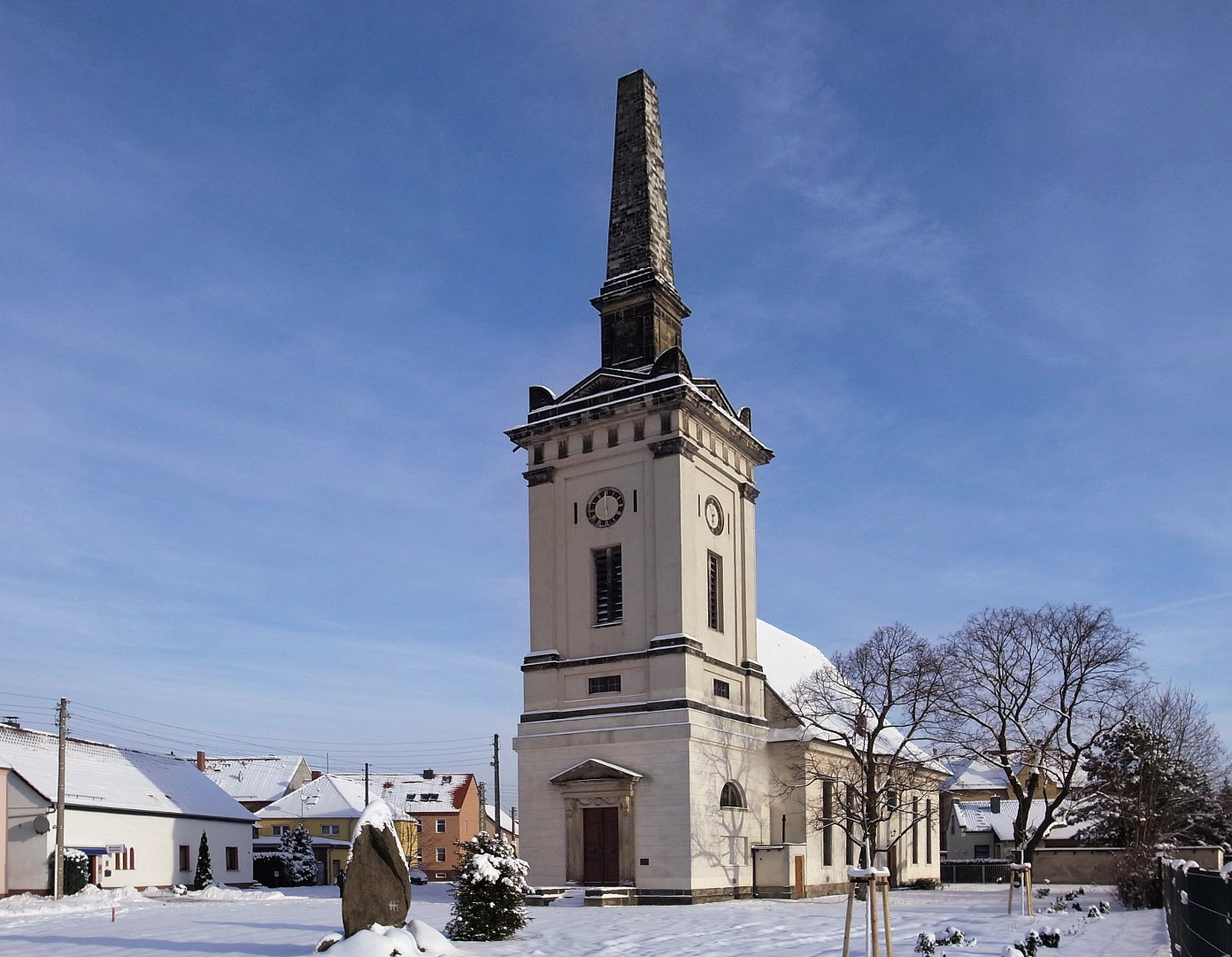
Jonitzer Kirche St. Bartholomäi

Jonitz war ein Dorf bei Dessau in Sachsen-Anhalt. Seit dem 1. Juli 2007 im Zuge der Kreisreform in Sachsen-Anhalt. gehört es zum Stadtbezirk Waldersee der Stadt Dessau-Roßlau.

## Geschichte
Der in der Nähe des Dorfes befindliche Landschaftspark bei Dessau wurde durch Leopold III. Friedrich Franz von Anhalt-Dessau im 18. Jahrhundert gegründet. Die erste nachweisbare Aufführung des Societätstheaters fand am 24. September 1774 auf dem Areal des „Vogelherds beim Dorfe Jonitz“ statt.
1722–1725 wurde die Kirche umgebaut und erweitert. Die Bahnstrecke Dessau–Wörlitz wurde am 22. September 1894 von der Dessau–Wörlitzer Eisenbahn-Gesellschaft AG eröffnet. Jonitz erhielt einen Haltepunkt.
Ab 1901 bis nach dem Zweiten Weltkrieg gab es einen Fahrzeughersteller in Jonitz.
Die Orte Jonitz und Naundorf wurden am 1. Mai 1930 nach Dessau eingemeindet, jedoch bereits am 15. April 1933 wieder ausgegliedert. Am 1. April 1935 wurden beide Gemeinden unter dem Namen Jonitz-Naundorf vereinigt und am 31. Juli 1935, in Anlehnung an das alte Waldeser, in Waldersee umbenannt. Am 1. November 1945 wurde die Gemeinde Waldersee erneut nach Dessau eingemeindet.